# Endo International
Endo International ist ein irisches Unternehmen der pharmazeutischen Industrie mit operativem Hauptsitz in Malvern im US-Bundesstaat Pennsylvania.

## Geschichte
Endo entstand 1997 durch ein Management-Buy-out, bei welchem mehrere ehemalige Manager des Pharmaunternehmens DuPont Merck die Generikasparte Endo Laboratories L.L.C. herauskauften. Diese Sparte selbst geht auf das Unternehmen Intravenous Products of America zurück, das 1920 gegründet wurde und seinen Namen 1935 in Endo Products änderte. Endo Products wurde 1970 von DuPont aufgekauft und 1994 innerhalb des DuPont Merck-Konzerns als Generika-Division etabliert.
Im Jahr 2000 übernahm das nun eigenständige Unternehmen Endo Pharmaceuticals die Algos Pharmaceutical Corporation und ging an die Börse. Durch Novartis wurde Endo 2008 die Lizenz zur Vermarktung des Schmerzgels Voltaren in den Vereinigten Staaten verkauft.

## Kritik
Im Zusammenhang mit der Opioid-Epidemie in den Vereinigten Staaten von Amerika stehen insbesondere Endos Kombinationspräparate Percocet (Oxycodon und Paracetamol) und Percodan (Oxycodon und ASS) in der Kritik, da sie zu starken Abhängigkeiten führen können. Im Jahr 2017 forderte die Food and Drug Administration Endo dazu auf, das Produkt Opana ER (Oxymorphon) vom Markt zu nehmen. Als Begründung wurde der starke Missbrauch unter Drogenabhängigen angeführt.